# 錫爾弗布魯克加登斯 (特拉華州)
錫爾弗布魯克加登斯（英語：Silverbrook Gardens）是位於美國特拉華州紐卡斯爾縣的一個非建制地區。該地的面積和人口皆未知。

## 地理
錫爾弗布魯克加登斯的座標為39°44′30″N 75°34′59″W / 39.74167°N 75.58306°W，而該地的平均海拔高度為29米（即95英尺）。